# Короткоусый усач
Усач короткоусый, или короткоусый корневой усач, или спондил короткоусый (лат. Spondylis buprestoides) — жук из семейства усачей и подсемейства спондилидин.

## Описание
Взрослые особи имеют длину от 12 мм до 22 мм, цвет чёрный, усики короткие, переднеспинка шаровидная, не питаются. Время лёта с июня по сентябрь. Яйца, общее количество которых может составлять 100—150 штук, откладывает по 2—5 на корни деревьев, находящиеся на глубине до 2,5 м. Генерация трёх-, четырёхгодовая. Жизненный цикл вида длится от одного до двух лет.

## Распространение
Распространён на различных ослабленных участках леса, например на гарях, вырубках, ветровалах, на участках, поражённых корневой губкой, опёнком и т. п.
Населяет хвойные леса западного Палеарктического региона.

## Экология
Кормовое растение: сосна (Pinus).